# لحی
لحی (به عبری: ארגון، مخففِ לוחמי חרות ישראל به معنای سرواژه «رزمندگان اسرائیل») یک گروه کوچک شبه‌نظامی زیرزمینی برپایه تفکر صهیونیزم بود که در سال ۱۹۴۰ میلادی تشکیل شد. این گروه خود به ارتکاب به عملیات‌های تروریسیتی اعتراف کرد و اعضای خود را نیز تروریست نامید. این گروه توسط حکومت انگلیسی حاکم و نیز سازمان ملل، به عنوان یک گروه تروریستی شناخته شده بود.
لحی در سال ۱۹۴۰ از گروه شبه نظامی ایرگون جدا شد تا در طول جنگ جهانی دوم به جنگ با بریتانیا ادامه دهد. در ابتدا به دنبال اتحاد با ایتالیای فاشیست و آلمان نازی بود. لحی با اعتقاد به اینکه آلمان نازی، دشمنی کمتری با یهودیان نسبت به بریتانیا دارد، دو بار تلاش کرد تا با نازی‌ها ائتلاف کند و یک دولت یهودی را بر اساس «اصول ناسیونالیستی و تمامیت‌خواهانه و مرتبط با رایش آلمان» تأسیس نماید.
در آوریل ۱۹۴۸، لحی و ایرگون مشترکاً مسئول کشتار دیر یاسین معرفی شدند که منجر به قتل‌عام حداقل ۱۰۷ روستای عرب فلسطینی از جمله زنان و کودکان شد. لحی لرد موین، وزیر بریتانیا را ترور کرد و بسیاری از حملات دیگر را به بریتانیایی‌ها در فلسطین انجام داد. در ۲۹ مه ۱۹۴۸، دولت اسراییل با جذب اعضای فعال لحی به نیروهای دفاعی اسرائیل، به‌طور رسمی لحی را منحل کرد، اگرچه برخی از اعضای لحی، چند ماه بعد، ترور فولکه برنادوت را رقم زدند. پس از این ترور، دولت جدید اسرائیل، لحی را یک سازمان تروریستی اعلام کرد و حدود ۲۰۰ عضو آن را دستگیر و برخی از رهبران را محکوم کرد. درست قبل از اولین انتخابات اسرائیل در ژانویه ۱۹۴۹، عفو عمومی اعضای لحی توسط دولت اعطا شد.

## اهداف و ایدئولوژی
لیحی سه هدف اصلی داشت:

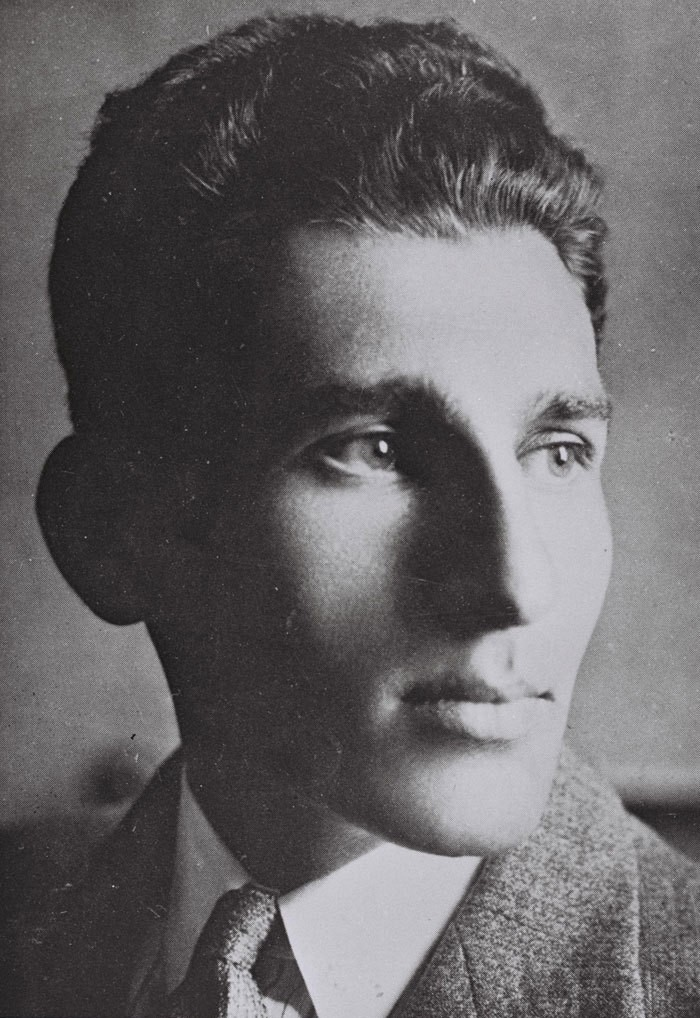
مبدع گروه لحی، آبراهام استرن

- گردهم آوردن همه علاقه مندان به رهایی (یعنی کسانی که مایل به شرکت در مبارزه فعال علیه انگلیسی‌ها هستند).
- حضور به عنوان تنها سازمان نظامی فعال یهودی در برابر جهان
- تصرف سرزمین اسرائیل با توسل به نیروی مسلح

لحی در سال‌های اولیه خود معتقد بود که اهدافش با یافتن یک متحد بین‌المللی قوی که در ازای کمک نظامی یهودیان، انگلیسی‌ها را از فلسطین بیرون کند، محقق می‌شود. این امر مستلزم ایجاد یک نیروی نظامی گسترده و سازمان یافته بود. لحی همچنین از خود به عنوان «تروریست» یاد می‌کند و ممکن است یکی از آخرین سازمان‌هایی باشد که این کار را انجام داده است.

## فعالیت‌ها
لحی برای رساندن پیام خود و رسیدن به اهدافش، به عملیات‌های جسورانه اما در مقیاس کوچک متکی بود. آنها تاکتیک‌های گروه‌هایی مانند انقلابیون سوسیالیست و سازمان مبارزه حزب سوسیالیست لهستان در روسیه تزاری و ارتش جمهوری‌خواه ایرلند را اتخاذ کردند. برای این منظور، لحی عملیات‌های مقیاس کوچکی مانند ترور مقامات بریتانیایی و تیراندازی‌های بدون هدف علیه سربازان و افسران پلیس انجام داد. استراتژی دیگری که در سال ۱۹۴۶ اتخاذ شد، ارسال بمب از طریق پست برای سیاستمداران بریتانیایی بود. اقدامات دیگر شامل خرابکاری اهداف زیرساختی: پل‌ها، راه‌آهن، خطوط تلفن و تلگراف، و پالایشگاه‌های نفت و همچنین استفاده از بمب‌های خودرو علیه اهداف نظامی، پلیس و اداری بریتانیا بود. لحی عملیات خود را از کمک‌های مالی خصوصی، اخاذی و سرقت از بانک تأمین می‌کرد. مبارزات خشونت‌آمیز آنها از سال ۱۹۴۴ تا ۱۹۴۸ ادامه یافت. فعالیت‌های این گروه در ابتدا با همکاری گروه ایرگون انجام می‌شد.

### حمله به پارکینگ لشکر هوابرد بریتانیا
در ۲۵ آوریل ۱۹۴۶، یک واحد لحی به یک مقر در تل آویو که توسط لشکر ۶ هوابرد بریتانیا اداره می‌شد، حمله کرد. این واحد، در زیر رگبار آتش پوششی سنگین جنگجویان لحی قرار گرفت و نیروهای لحی توانستند به پارکینگ ماشین‌های مقر نفوذ کنند. در این حمله تعدادی از سربازان بریتانیایی کشته و بخش عمده‌ای از تجهیزات نظامی مقر به سرقت رفت. بخشی از ساختمان مین گذاری شد. در این حمله که خشم گسترده نیروهای امنیتی بریتانیا در فلسطین را برانگیخت، هفت سرباز کشته شدند. این امر منجر به خشونت تلافی جویانه ضدیهودی توسط سربازان انگلیسی و منع آمد و شد تنبیهی در جاده‌های تل آویو و بسته شدن مکان‌های تفریحی در شهر توسط ارتش بریتانیا شد.

### ایستگاه پلیس بریتانیا در حیفا
در ۱۲ ژانویه ۱۹۴۷، اعضای لحی یک کامیون حاوی مواد منفجره را به داخل یک ایستگاه پلیس بریتانیا در حیفا راندند که در آن چهار نفر کشته و ۱۴۰ نفر زخمی شدند. این حمله، «اولین بمب کامیونی جهان» نامیده شد.

### عملیات در اروپا
پس از بمب‌گذاری در سفارت بریتانیا در رم، در اکتبر ۱۹۴۶، یک سری عملیات علیه اهدافی در بریتانیا انجام شد. در ۷ مارس ۱۹۴۷، تنها عملیات موفقیت‌آمیز لحی در بریتانیا زمانی انجام شد که یک بمب لحی به باشگاه استعمار بریتانیا، یک مرکز تفریحی لندن برای سربازان و دانش‌آموزان مستعمرات بریتانیا در آفریقا و هند غربی آسیب جدی وارد کرد. در ۱۵ آوریل ۱۹۴۷ بمبی در دفتر استعماری وایت هال کار گذاشته شد. به دلیل نقص در تایمر منفجر نشد. پنج هفته بعد، در ۲۲ مه، پنج عضو ادعایی لحی در پاریس با مواد ساخت بمب از جمله مواد منفجره از همان نوع کشف شده در لندن دستگیر شدند. کمی بعد، ۲۱ بمب نامه ای خطاب به شخصیت‌های ارشد انگلیسی رهگیری شد. نامه‌ها در ایتالیا ارسال شده بودند. دریافت کنندگان مورد نظر عبارت بودند از ارنست بوین، کلمنت اتلی، وینستون چرچیلو آنتونی ایدن. ادن یک روز کامل یک بمب نامه را در چمدان خود حمل می‌کرد و فکر می‌کرد این جزوه وایت هال است که بعداً آن را خواهد خواند. او تنها پس از اخطار پلیس متوجه شد که این یک بمب را حمل می‌کند و سریعاً به MI5 اطلاع داد.

### انفجار قطار قاهره-حیفا
در طول جنگ اعراب و اسرائیل در سال ۱۹۴۸، لحی چندین بار قطار قاهره-حیفا را بمبگذاری کرد. در ۲۹ فوریه ۱۹۴۸، لحی قطار در شمال رخووت را بمب‌گذاری کرد و ۲۸ سرباز انگلیسی را کشت و ۳۵ نفر را مجروح کرد. در ۳۱ مارس، لحی قطار را در نزدیکی بنیامینه بمب‌گذاری کرد و ۴۰ غیرنظامی را کشت و ۶۰ نفر را زخمی کرد.

### تلاش برای حمله تروریستی نابلس
شلومو سند می‌نویسد که به عنوان روشی برای اعمال فشار بر روستاییان عرب برای ترک سکونتگاه‌هایشان، لحی یک حمله تروریستی را به نابلس و مقر شهر عرب آن برنامه‌ریزی کرد. مبارز لحی، الیشا ایبزوف با یک کامیون پر از مواد منفجره در راه خود به شهر دستگیر شد.

### کشتار دیر یاسین
یکی از شناخته شده‌ترین اقدامات لحی حمله به روستای فلسطینی-عرب نشین دیر یاسین بود. در ماه‌های قبل از تخلیه بریتانیا از فلسطین، ارتش آزادی‌بخش عرب (ALA) تحت حمایت اتحادیه عرب، چندین نقطه استراتژیک در امتداد جاده بین اورشلیم و تل‌آویو را اشغال کرد و تدارکات بخش یهودی اورشلیم را قطع کرد. یکی از این نکات دیر یاسین بود. در مارس ۱۹۴۸، راه قطع شد و اورشلیم یهودی در محاصره قرار گرفت. هاگانا عملیات نخشون را برای شکستن محاصره آغاز کرد. در ۶ آوریل، هاگانا القسطال، روستایی در دو کیلومتری شمال دیر یاسین، که مشرف بر جاده اورشلیم-تل آویو بود، حمله کرد. در این حمله قتل‌عام حداقل ۱۰۷ روستای عرب فلسطینی از جمله زنان و کودکان تأیید شد.

### ترور میانجی شورای امنیت

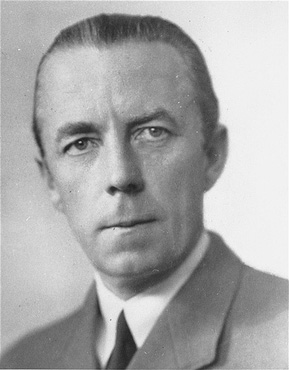
کنت فولکه برنادوت میانجی سازمان ملل در سال ۱۹۴۸ توسط لیهی در اورشلیم ترور شد.

از عملیات‌های گروه شبه‌نظامی به ترور فولک برنادوت، دیپلمات سوئدی و میانجی ارشد سازمان ملل در نزاع اعراب و اسرائیل اشاره کرد. وی در تاریخ ۱۷ سپتامبر ۱۹۴۸ میلادی، در حالی که همراه با دستیارش سرهنگ آندره سروت سوار بر خودروی سازمان ملل متحد و در حال عبور از منطقهٔ در اورشلیم بود، توسط چند تن از اعضای گروه لحی به قتل رسید. سه روز پس از این ترور، دولت اسرائیل فرمانی برای جلوگیری از تروریسم تصویب کرد و لحی را یک سازمان تروریستی اعلام کرد. یلین مور و اشمولویتز به رهبری یک سازمان تروریستی متهم شدند و در ۱۰ فوریه ۱۹۴۹ به ترتیب به ۸ سال و ۵ سال زندان محکوم شدند. با این حال، شورای ایالتی (موقت) به زودی عفو عمومی اعضای لحی را اعلام کرد و آنها آزاد شدند.

### بمب‌گذاری در سفارت شوروی در تل‌آویو
در ۹ فوریه ۱۹۵۳ سفارت شوروی در تل‌آویو توسط سه عضو گروه شبه‌نظامی لحی منفجر شد. شدت انفجار به حدی بود که ساختمان نیمه‌ویران شد. بمب‌گذاری باعث قطع موقت روابط شوروی و اسرائیل شد.

## انتقادها

### نژادپرستی
به گفته یااکوف شاویت، استاد گروه تاریخ یهود، دانشگاه تل آویو، مقالاتی در نشریات لحی حاوی اطلاعاتی در زمینه نژادپرستی بود. در این مجلات، اعراب که به عنوان «ملت بردگان» تلقی، و با یهودیان به عنوان نژاد برتر مقایسه می‌شدند. ساشا پولاکوف-سورانسکی می‌نویسد که لحی نیز بی شرمانه نسبت به اعراب نژادپرست بود. نشریات آنها یهودیان را نژادی ارباب و اعراب را نژاد برده توصیف می‌کردند. لحی از اخراج دسته جمعی همه اعراب از فلسطین و ماوراء اردن، یا حتی نابودی فیزیکی آنها استقبال می‌کرد.

### اقدامات و افکار تروریستی
مقاله ای با عنوان «ترور» در روزنامه زیرزمینی لحی چنین استدلال کرده بود: نه اخلاق یهودی و نه سنت یهودی نمی‌توانند تروریسم را به عنوان ابزاری برای مبارزه رد کند. ما تا آنجا که جنگ ملی مان پیش می‌رود، از داشتن هرگونه تردید اخلاقی بسیار دور هستیم. ما دستور تورات را پیش روی خود داریم که اخلاق آن از قوانین دیگر در جهان برتری دارد. در تورات آمده است: «شما آنها را تا آخرین انسان محو خواهید کرد.»
بین ۵ دسامبر ۱۹۴۸ و ۲۵ ژانویه ۱۹۴۹، یلین مور و شمولویتز، از رهبران و فرماندهان لحی، در یک دادگاه نظامی به اتهام تروریسم محاکمه شدند. دادستانی آنها را به قتل برنادوت متهم کرد، اگرچه آنها به‌طور خاص در این زمینه متهم نشدند. افسران ارشد ارتش اسرائیل، از جمله اسرائیل گالیلی و دیوید شلتیل، به دادگاه گفتند که لحی به جای کمک به نبرد علیه بریتانیا و اعراب مانع شده است.